# Institut royal de la Marine

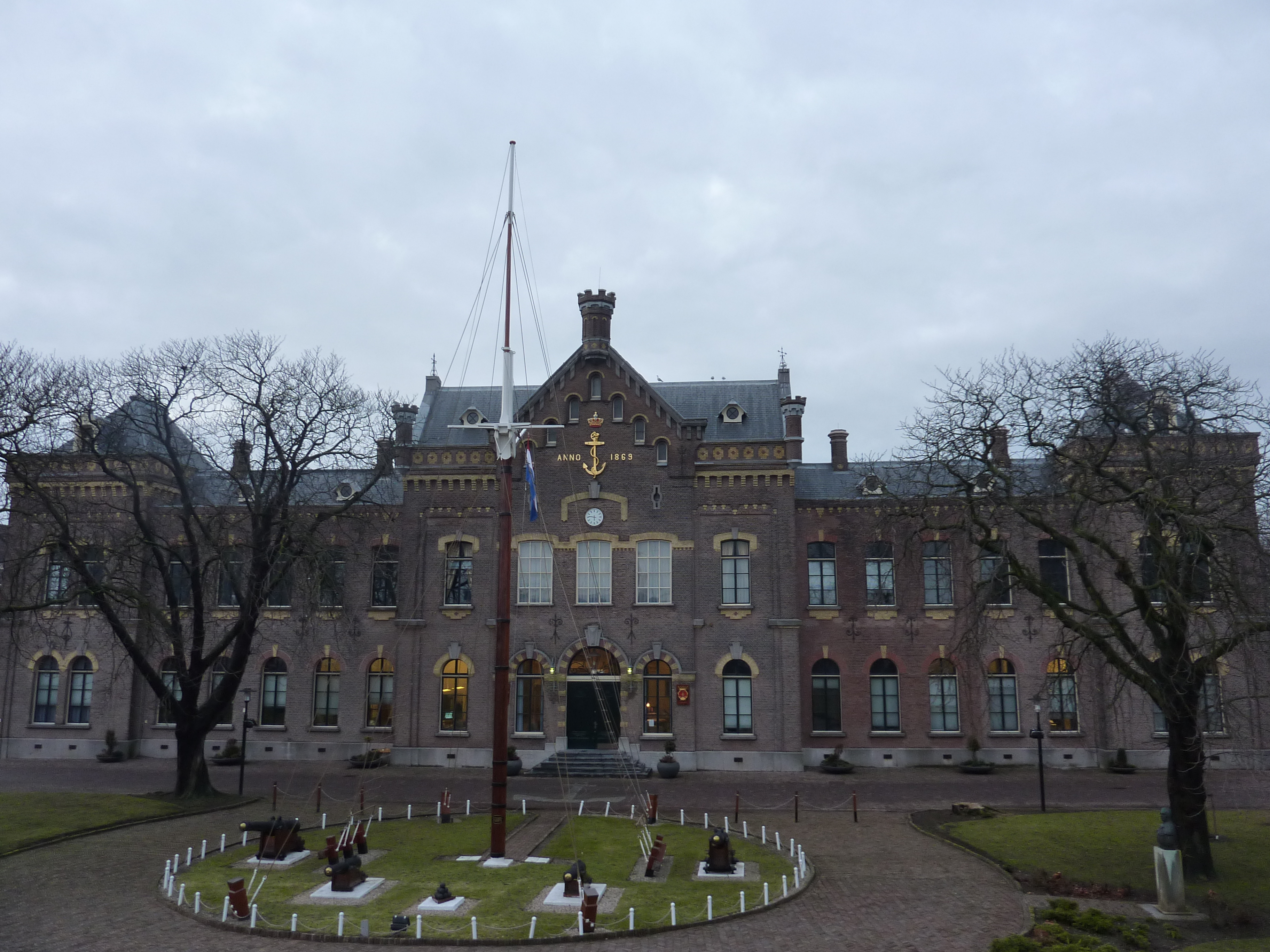
Le bâtiment central de l’institut en 2010.

 (février 2025).
Si vous disposez d'ouvrages ou d'articles de référence ou si vous connaissez des sites web de qualité traitant du thème abordé ici, merci de compléter l'article en donnant les références utiles à sa vérifiabilité et en les liant à la section « Notes et références ».
L'Institut royal de la Marine ((nl) : Koninklijk Instituut voor de Marine (KIM)) est le seul institut de formation des officiers de marine de la Marine royale néerlandaise depuis sa fondation le 28 août 1829.

## Historique
Son premier site était dans la ville de Medemblik, en Frise occidentale. Le climat malsain de cette région a entraîné un taux élevé de maladies parmi le personnel et les élèves, ce qui a conduit à la décision de fermer l'institut et de le fusionner avec l'Académie militaire de Bréda (KMA) à Breda. Cette situation a beaucoup déplu à la Marine royale néerlandaise, notamment parce que la ville de Breda est aussi enclavée que possible aux Pays-Bas. Pour cette raison, entre autres, la formation des officiers de marine se ferait à partir de 1854 de manière indépendante et dans un lieu beaucoup plus inspirant : Willemsoord, le quai gouvernemental de Den Helder, épicentre de la Marine royale néerlandaise en Europe. Depuis 1870, le KIM est installé de façon permanente dans son bâtiment actuel.
Il fait partie de la Nederlandse Defensie Academie (NLDA) ( « Académie néerlandaise de défense »), basée à La Haye, depuis la fondation de celle-ci en 2005.